# Whittlesea (Afrique du Sud)
Whittlesea, anciennement appelée Bulhoek, est une ville en Afrique du Sud, à 30 kilomètres au sud de Queenstown, dans la province du Cap-Oriental.
C'est la ville natale de Paul Kruger, ancien président de la République sud-africaine du Transvaal.